# Conrad Bornhak
Conrad Bornhak (født 21. marts 1861 i Nordhausen, død 9. februar 1944 i Berlin) var en tysk statsretslærer.
Bornhak blev 1896 professor ved Berlins Universitet. Af hans forfatterskab er at fremhæve: Geschichte des preussischen Verwaltungsrechts (3 bind, 1884—86), Preussische Staatsrecht (4 bind, 1888—93), Die deutsche Socialgesetzgebung (4. udgave 1900), Allgemeine Staatslehre (1896), Russland und Finnland
(1900) og Deutsche Geschichte unter Kaiser Wilhelm II (2 bind, 1920—21). Han udgiv videre kommenterede udgaver af Die Verfassung des deutschen Reiches vom 11. VIII 1919 og Die Verfassung des Freistaates Preussen vom 30. XI. 1920.